# Małgorzata Rybicka
Małgorzata Ewa Rybicka, z d. Wincza (ur. 29 lipca 1955 w Gdańsku) – polska działaczka społeczna i pedagożka.

## Życiorys
W czasie nauki licealnej poznała swojego przyszłego męża, Arkadiusza Rybickiego, w 1976 wzięła z nim ślub. Ukończyła polonistykę na Uniwersytecie Gdańskim.
W latach 70. XX wieku wspierała swojego męża w działalności opozycyjnej, m.in. uczestniczyła w redagowaniu pisma Bratniak, konsultowała pod względem językowym deklarację założycielską Ruchu Młodej Polski. W latach 1981–1983 pracowała jako nauczycielka, została zwolniona z pracy za udział w akcji Nauczyciele bez kłamstwa. Po urodzeniu w 1984 syna w spektrum autyzmu poświęciła się działalności na rzecz osób autystycznych. W 1991 był jednym z założycieli Stowarzyszenia Pomocy Osobom Autystycznym, w 1993 została dyrektorem Specjalnego Ośrodka Rewalidacyjno-Wychowawczego dla Dzieci i Młodzieży z Autyzmem. W 2023 została wybrana Przewodniczącą Porozumienia Autyzm-Polska. Kandydowała do Sejmu z listy Koalicji Obywatelskiej w wyborach parlamentarnych w 2023, w okręgu gdańskim, nie dostała się jednak do parlamentu, uzyskując 4811 głosów.
W 2009 została odznaczona Krzyżem Oficerskim Orderu Odrodzenia Polski. W plebiscycie czytelników portali trojmiasto.gazeta.pl i trojmiasto.pl została wybrana Gdańszczanką Roku 2011.